# Katastrofhjälp
Katastrofhjälp är bistånd som ges från ett land eller område till ett annat land eller område i samband med nödsituationer eller katastrofer. Hjälpen kan ske genom pengar, personal, materiel eller expertkunskap.
Det finns ett flertal organisationer som fokuserar på katastrofhjälp, ett exempel är Röda Korset.

## Sverige
I Sverige är begreppet katastrofhjälp en juridisk term med stöd av lag (1991:901) som ger kommuner, landsting, församlingar och kyrkliga samfälligheter rätt att ge katastrofhjälp och annat humanitärt bistånd till andra länder i händelse av en katastrof. Lagen gäller inte. Avsnittet bör tas bort.